# Ted 2.
Ted 2. (eredeti címén: Ted 2) 2015-ben bemutatott amerikai filmvígjáték, melyet Seth MacFarlane rendezett és MacFarlane, Alec Sulkin és Wellesley Wild írt. Ez a folytatása a 2012-es Ted filmnek. A főszereplők Mark Wahlberg, Seth MacFarlane, Amanda Seyfried és Morgan Freeman.
Az Amerikai Egyesült Államokban 2015. június 26-án mutatták be, Magyarországon húsz nappal később szinkronizálva, július 16-án a UIP Duna forgalmazásában.

## Cselekmény
|  | Alább a cselekmény részletei következnek! |

Már fél éve annak, hogy John Bennett (Mark Wahlberg) elvált a feleségétől, Lori Collinstól (Mila Kunis). Ez idő alatt, Ted (Seth MacFarlane) feleségül vette a barátnőjét, Tamy-Lynnt (Jessica Barth). Egy évvel később a két fél házassága kezd egyre jobban megtörni, mert folyamatosan veszekednek egymással. Ted és Tammy-Lynn a kapcsolatuk megőrzése érdekében úgy dönt, hogy összehoznak egy közös gyereket. Mivel Ted nem rendelkezik reproduktív funkciókkal, kénytelen John segítségét kérni. Ugyanakkor Ted igyekszik ösztönözni Johnt, hogy újra társkeresésbe kezdjen, de a férfi nem szívesen örül az ötletnek. Ted hamarosan rájön, hogy John napról napra egyre jobban rabja az internetes pornográfiának. Együtt szétverik John laptopját, és az öbölbe süllyesztik. Ted fokozottan ösztönzi Johnt, hogy randiznia kellene a legelső nővel, akivel csak találkozik.
Ted és John megpróbálnak spermadonort szerezni, és végül Ted kénytelen elfogadni John adományajánlatát. Kiderül, hogy Tami-Lynn nem tud megtermékenyíteni, mivel tönkretette a petefészkét a túlzott kábítószer-használattal. Tednek és Tami-Lynnek felhívják a figyelmüket több felszólítással, valamint pénzügyi számlákkal, amit kénytelenek elfogadni, ezek közt szerepel egy olyan levél is melyben elmondják, hogy Ted nem személy, hanem pusztán csak egy vagyontárgy. Továbbá így Ted és Tami-Lynn házassága sem érvényes. John azt mondja, hogy vigye bíróságra a helyzetet. Ők nem engedhetnek meg maguknak egyetlen ügyvédet sem, de az ő esetükben egy kezdő ügyvédet, Samantha Leslie Jacksont (Amanda Seyfried) elfogadnak. John és Ted eleinte nem szívesen dolgoznak együtt a nővel, mert úgy érzik, hogy még nagyon kezdő és tapasztalatlan, de hamar meggondolják magukat, miután észreveszik rajta, hogy a marihuána a szerelme, amit meg is oszt velük. A három kötvényes megkezdik az előterjeszkedéseket a bíróságra. Eközben Donnyt (Giovanni Ribisi) is alkalmazták a Hasbro játék társaság központjába, mint gondnok. Sikerül neki meggyőznie a cég vezérigazgatóját, hogy vegyék fel a legjobb ügyvédet, hogy Ted fenntarthassa a státuszát, mint vagyontárgy. Donny azt javasolja a Hasbronak, hogy fogják el Tedet, hogy tanulmányozni tudhassák abban a reményben, hogy rájöjjenek a titokra; vajon mitől él a maci, és hogy több ilyen macit gyárthassanak.
A bíróság Ted ellen döntött. Mindenki elcsüggedt, de az elkeseredett Samantha, Ted és John Patrick Meighanhez (Morgan Freeman) fordulnak, a nagy tekintélyű polgárjogi ügyvédhez, abban a reményben, hogy megváltoztassák a bíróság döntését. Egy hosszú utat vesznek New York városába, hogy találkozzanak vele, de Ted felelőtlen vezetése miatt az autójuk egy terepjáró miatt lesodródik az útról és egy elrejtett marihuánaültetvényen töltik az éjszakát, mivel a jármű egy nagy pajta oldalába landolt. Ülve és marihuánát szívva a tábortűz körül, Samantha és John végül megcsókolják egymást. Másnap reggel a csapat tovább halad New York Citybe. Meighannak szimpatikus volt Ted helyzete, de sajnos nem hajlandó segíteni az ügyben, mert az hiszi Tedről, hogy az emberiséget és az ő fiatalkori életmódját jelentősen lazán veszi és mintha nem igazán érdekelné az életmódja. Továbbá kihangsúlyozza, hogy a bíróság sokkal jobban inkább az érzelmeket veszik figyelembe...
Ted dühös az igazságtalanság miatt és féltékeny Samantha és John új kapcsolatára, majd elszalad, hogy békén hagyják. Donny követi őt, ahogy egyedül kószál a New York-i Comic-Conon. Odabenn, Donny megjelenik tininindzsának öltözött rajongóként, aki arra kéri Tedet, hogy közös képet csináljanak, de Ted elmenekül, miután Donny felfedi kilétét. Ted ellop egy telefont és kapcsolatba lép Johnnal, mielőtt még Donny elkapná. John és Samantha megérkezik a Comic-Conra és elkezdik keresni Tedet, ám Donny hamarosan megérkezik és lecsap Tedre és a vezérigazgatóval együtt próbálják egy késsel fölvágni. Samantha és John megmentik őt, majd elkezdik elhagyni a területet. A trió tudta nélkül, Donny elvág egy kábelt, ami az Enterprise-D mintáját lógatja fel. John feláldozva magát ellöki Tedet az útból, és őt találja el a minta, amitől azonnal kómába esik; Donnyt viszont letartóztatja a rendőrség.
A kórházban Samantha, Ted és Tami-Lynn lesokkolódnak, mikor megtudják az orvostól, hogy John az életét vesztette. Ám mikor bemennek hozzá elbúcsúzni, Ted siratva beszél a barátjához, s hirtelen John megijeszti, aki az orvossal már korábban kitervelte  a halál szituációt. Patrick Meighan belép a kóterembe, és elmondja, hogy megihlette az a helyzet, hogy John hajlandó volt kockáztatni a saját életét, Ted megmentésére. Meighan meggondolta magát és felülbírálja korábbi döntését, mert látja, hogy Ted öntudatos, aki érzi a komplex érzelmeket és képes az empátiára. A per újratárgyalásán végül megnyerik az ügyet. A riporterek megkérdezik Tedtől, hogy milyen érzés személynek lenni, és mondhat bármit az új státuszában; Ted így újra megkéri barátnője kezét, mint személy. Miután újból megházasodnak, Ted megkapja a vezetéknevét is: "Clubberlang". Ted és Tami-Lynn örökbe fogadnak egy kisfiút, akit úgy neveznek el, hogy Apollo Creed Clubberlang. John és Samantha boldogan folytatják a saját kapcsolatukat.
|  | Itt a vége a cselekmény részletezésének! |

## Szereplők
| Színész           | Szereplő                | Magyar hang    |
| ----------------- | ----------------------- | -------------- |
| Mark Wahlberg     | John Bennett            | Stohl András   |
| Seth MacFarlane   | Ted (hangja)            | Nagypál Gábor  |
| Amanda Seyfried   | Samantha Leslie Jackson | Földes Eszter  |
| Jessica Barth     | Tami-Lynn, Ted felesége | Trokán Nóra    |
| Giovanni Ribisi   | Donny                   | Elek Ferenc    |
| Morgan Freeman    | Patrick Meighan         | Reviczky Gábor |
| Patrick Warburton | Guy                     | Sarádi Zsolt   |
| Dennis Haysbert   | Nőgyógyász (cameo)      | Bognár Tamás   |
| Liam Neeson       | Vásárló (cameo)         | Kőszegi Ákos   |
| Tom Brady         | Önmaga (cameo)          | Horváth Illés  |
| Sam J. Jones      | Önmaga (cameo)          | Vass Gábor     |
| Patrick Stewart   | Narrátor                | Fodor Tamás    |

## Értékelés és megjelenés
A film vegyes kritikákat kapott a kritikusoktól. A Metacritic oldalán a film értékelése 48% a 100-ból, ami 38 véleményen alapul. A Rotten Tomatoeson a Ted 2. 46%-os minősítést kapott, 147 értékelés alapján.
A film első kedvcsináló plakátja 2015. január 27-én jelent meg Ezt követően két nappal később megérkezett az első előzetes is. A film premierje New Yorkban volt 2015. június 24-én, majd az általános megjelenés két nappal később történt.